# Saison 10 de Naruto Shippuden
Pour un article plus général, voir Liste des épisodes de Naruto Shippuden.
Chronologie
Saison 9 de Naruto Shippuden Saison 11 de Naruto Shippuden

## Légende des tableaux
|  | Épisodes adaptés (sans couleur d'arrière plan) |

|  | Épisodes filler (hors manga) |

Légende : Les épisodes fillers (épisodes hors série exclusifs à l'animé qui ne sont pas dans les mangas) sont surlignés en couleur.

## Saison 10
Diffusée sur TV Tokyo entre le 6 octobre 2011 et le 29 mars 2012, elle contient 26 épisodes.
| No | Titre français                                       | Titre japonais                  | Titre japonais                                                                                | Date de 1re diffusion |
| No | Titre français                                       | Kanji                           | Rōmaji                                                                                        | Date de 1re diffusion |
| --- | ---------------------------------------------------- | ------------------------------- | --------------------------------------------------------------------------------------------- | --------------------- |
| 231 | La Baie infernale                                    | 閉ざされた航路                  | Tozasaretashi kōro (La route maritime fermée)                                                 | 6 octobre 2011        |
| Shikamaru est angoissé à l’idée de devoir commander des troupes durant la guerre, un mauvais jugement de sa part pouvant mettre ses amis en danger. Son père le fait envoyer en mission avec Tenten sur une île, où Naruto et ses amis vont passer. Ils embarquent avec eux, mais soudain, des pièges se déclenchent : un brouillard se répand, la boussole se dérègle et des rochers apparaissent hors de l'eau. Gaï parvient à les briser, mais surgit un rocher plus gros, dont ils se détournent grâce à Yamato ; ils arrivent enfin sur un tourbillon, neutralisé par un « Orbe tourbillonnant géant » de Naruto. Lorsque les événements se répètent deux fois, et qu’ils arrivent une quatrième fois sur les rochers, tous ont épuisé leur chakra ; Shikamaru analyse la situation et comprend que ces événements ne sont pas naturels : quelqu’un cherche à les faire tourner en rond et couler. À l’arrivée sur le tourbillon, il fait cacher par Tenten le bateau dans un parchemin, et ils restent à la surface de la mer. Les habitants de l’île arrêtent alors les pièges et viennent chercher leur butin, mais Tenten, faisant reparaître le bateau, les fait chavirer, et ils reprennent leur route. Lorsque Naruto dit à Shikamaru que son intelligence a été utile pour les sauver, ce dernier voit fondre ses angoisses. |                                                      |                                 |                                                                                               |                       |
| 232 | Soirée entre filles de Konoha                        | 木ノ葉の女子会                  | Konoha no joshikai (Le club féminin de Konoha)                                                | 13 octobre 2011       |
| Pendant que Naruto et ses compagnons s’ennuient sur le bateau qui les mène au Pays de la Foudre, à Konoha, tout le monde se prépare pour la grande guerre. Hinata s'entraîne avec Tenten, avant de partir à une assemblée du clan Hyûga. Hiashi annonce que Neji est choisi pour mener le clan au front ; il considère Hinata comme trop douce pour ce rôle. Plus tard, Hinata parle avec Kurenaï ; elles sont rejointes par Shikamaru, disant que Tsunade cherche à voir la jeune Hyûga. Hinata cherche alors Tsunade d’unité en unité ; quand elle la trouve, la Hokage lui dit que le choix de Hiashi ne remet pas en cause ses capacités. Tenten propose une soirée entre filles avec Sakura, Ino, Hinata et Shiho dans un restaurant de viandes grillées ; sur une table non loin, les garçons sont entre eux également ; tous parlent de leurs souvenirs. Après une réunion portant sur la guerre, Tsunade part voir le Daimyō qui l’agace en ne pensant qu’à sa propre sécurité ; elle décide d’aller boire un coup, et arrive bien éméchée au restaurant où elle rejoint les jeunes filles. |                                                      |                                 |                                                                                               |                       |
| 233 | Un faux Naruto ?                                     | 参上、偽？ナルト                | Sanjō - Uso? Naruto (Naruto, l'imposteur ?)                                                   | 20 octobre 2011       |
| Naruto, Gaï, Yamato et Aoba font une partie de route sur la terre ferme au Pays de l’Eau entre deux ports. Aoba parle d’un imposteur quand celui-ci les agresse ; Bana prétend être Naruto Uzumaki, ce qui fait bien rire les compagnons de ce dernier. Naruto met une correction au solide gaillard roux, et ils se demandent ce qu’ils doivent en faire, quand survient un homme du nom d’Iggy, se disant officier ninja ; ils lui laissent l’imposteur. Iggy s’avère être le partenaire de Bana et le libère ; il cherche la gloire en voulant se faire passer pour celui qui aurait vaincu Naruto, après lui avoir fait terroriser la région. Ils décident de continuer leur plan et d’attaquer des marchands de passage, mais ceux-ci se révèlent être des ninjas mercenaires ; Bana se fait capturer. Iggy part chercher de l’aide auprès des ninjas de Konoha qui lui disent ne pas pouvoir l’aider. Il attaque alors seul les mercenaires et parvient à s’enfuir avec son compagnon, à qui il dit regretter de s’être servi de lui, son meilleur ami. Alors qu’ils sont rattrapés et battus par les mercenaires, les ninjas de Konoha s’interposent et les deux amis repartent vivre une vie honnête de paysans. |                                                      |                                 |                                                                                               |                       |
| 234 | L'Élève préféré de Naruto                            | ナルトの愛弟子                  | Naruto no manadeshi (L'élève préféré de Naruto)                                               | 27 octobre 2011       |
| Konohamaru souhaite participer à la guerre qui va bientôt commencer. Il part voir Sakura avec ses deux coéquipiers Moegi et Udon, mais elle leur fait ranger des boîtes de médicaments. Il décide alors d'aller voir Tsunade, qui lui fait comprendre par la colère que c'est une mauvaise idée ; elle se rappelle le jour où elle a confié son collier à son petit frère Nawaki. Ils tombent ensuite sur Shikamaru, à qui Konohamaru explique sa rancœur de ne pas pouvoir combattre en tant que ninja de Konoha à part entière. Ce dernier lui demande quel « roi » il pense protéger, et lui dit qu’il ne sera pas un ninja à part entière tant qu’il n’aura pas la réponse. Konohamaru voit arriver Temari apportant un message de Gaara a Tsunade, et décide de l’intercepter à son retour vers Suna pour la défier. Ses deux coéquipiers vont chercher Shikamaru paniqués. Dans la forêt de Konoha, Konohamaru et Temari s'affrontent, et cette dernière se moque du jeune ninja après l’avoir mis à terre. Losqu’elle dit que Naruto ne peut pas avoir d’élève valable, Konohamaru furieux décide d’utiliser l’« Orbe tourbillonnant » sur elle ; Temari se prépare à la contrer avec sa « Lame du vent », mais Shikamaru intervient et arrête le jeune ninja, dont la technique crée un grand cratère dans le sol. Lorsque Moegi lui donne une claque, Konohamaru comprend que leur tâche de protection des personnes âgées et des enfants lorsque les adultes sont au combat est très importante, surtout si l’ennemi attaque le village. Temari reprend son chemin, en reconnaissant la valeur de Konohamaru et de l’enseignement de Naruto. |                                                      |                                 |                                                                                               |                       |
| 235 | La Femme ninja de Nadeshiko                          | 撫子のくノ一                    | Nadeshiko no Kunoichi (La kunoichi du village Nadeshiko)                                      | 3 novembre 2011       |
| Naruto sort d'un restaurant de Ramen et assiste à un combat entre un homme muni d’un robot, et une kunoichi du nom de Shizuka, à qui il donne le titre de princesse. Naruto sur le point de partir, lorsqu’il se fait interpeller par la coéquipière de Shizuka ; elle lui parle de Jiraya et d’un lien qui l'unit au village de Nadeshiko. Dans ce village matriarcal où seules des femmes naissent, les habitantes doivent chercher des hommes forts et les affronter ; ceux qui parviennent à leur tenir tête deviennent leurs maris. Naruto doit affronter Shizuka, la disciple de la reine de ce village, où Jiraya s’était introduit pour récupérer des idées pour son livre ; elle l’avait poursuivi, et leur duel s’était terminé par un match nul. Shizuka, elle, a fermé son cœur lorsque le jeune marchand, dont elle était éprise, a été assassiné par les têtes pensantes de son village ; depuis, elle combat de nombreux hommes forts et les vainc tous. Naruto utilise un clone pour tromper Yamato et Gaï, car il souhaite parler à Shizuka, mais celle-ci l’attaque directement, et Naruto, contraint de se défendre, finit par la piéger, mettant fin au combat. L’homme du début surgit avec un nouveau robot et capture Shizuka avec une technique de marionnettiste, mais Naruto s’en défait rapidement avec l’« Orbe tourbillonnant ». Il explique ensuite à cette dernière que son cœur est déjà pris par son amour à sens unique pour Sakura, mais que ce à quoi Shizuka obéit n’est pas le destin, juste une règle de son village qu’elle peut s’employer à changer. On apprend alors que Jiraya avait refusé d’épouser la reine de Nadeshiko, lui expliquant également que son cœur était pris par son amour à sens unique pour Tsunade. |                                                      |                                 |                                                                                               |                       |
| 236 | Couvrir ses amis                                     | 仲間の背中                      | Nakama no senaka (Des amis sur qui compter)                                                   | 10 novembre 2011      |
| En voyant une coccinelle sur le bateau, Naruto se dit que ça lui fait penser à quelqu’un… À Konoha, Shino parle à ses élèves et leur dit qu’il a peur de la guerre mais pense qu’il survivra car il a des amis sur qui compter. Il se remémore une mission de l’équipe 8 avec Hinata et Kiba du temps où ils étaient genin. Devant arrêter un voleur, ils se font battre, ce dernier attaquant Shino au taijutsu avant de lui déclarer qu’il est faible. Ils se rendent compte que le voleur est un jōnin renégat et qu’ils n’avaient aucune chance de le vaincre, mais le mal est fait, Shino est vexé et ne souhaite plus faire partie de l’équipe de peur de ne pouvoir être un soutien pour ses camarades. Kurenaï les envoie alors en mission près de sources chaudes ; Hinata et Kiba entraînent Shino au taijutsu, et le jeune ninja devient finalement suffisamment fort pour contenir ses deux camarades et éviter la « Morsure de l’homme-bête » de Kiba. Il est cependant toujours vexé, et quand ils apprennent par un pigeon messager que le ninja renégat est dans le coin, il refuse tout d’abord de suivre ses camarades pour le tracer. Repérés, Kiba et Hinata doivent combattre et se font piéger ; au moment où ils reçoivent un explosif, ils sont protégés par une sphère d’insectes : Shino est revenu. Le jōnin l’attaque au taijutsu, mais avec un clone d’insectes, Shino finit par le vaincre sans même lui laisser le temps de faire des signes de ninjutsu. Achevé par Hinata et Kiba, le voleur est fait prisonnier, et Shino réintègre l’équipe 8, avec la confiance de ses camarades pour assurer leurs arrières. Sur le bateau, Naruto ne se souvient toujours pas à qui lui fait penser l’insecte. |                                                      |                                 |                                                                                               |                       |
| 237 | Maître Tsunade, mon idole                            | ああ、憧れの綱手様              | Aa, akogare no Tsunade-sama! (Ah, maître Tsunade, mon idole !)                                | 24 novembre 2011      |
| En s’entraînant avec Rock Lee, Tenten se remémore son rêve de petite fille : devenir comme la kunoichi légendaire Tsunade. Alors qu’elle échoue coup sur coup à acquérir une force surhumaine, au ninjutsu médical et dans l’invocation de créatures vivantes, elle tente de se faire admettre dans les bars et les maisons de jeu pour avoir la même réputation que Tsunade, mais s’en fait rejeter. Avec l’enseignement de Gaï, parallèlement à Lee qui poursuit son propre rêve, et à force de persévérance, elle comprend qu’elle peut développer ses propres capacités dans le maniement et l’invocation d’armes, et y exceller : même si elle ne ressemblera jamais à Tsunade, elle continue d’espérer devenir un jour légendaire. |                                                      |                                 |                                                                                               |                       |
| 238 | Le Dessin de Saï                                     | サイの休息                      | Sai no kyūsoku (Le repos de Saï)                                                              | 1er décembre 2011     |
| Saï profite d’un jour de congé pour se promener dans le chantier de reconstruction de Konoha et dessiner. En voyant une dispute entre deux enfants qui lui font penser à Naruto et Sakura, il se remémore son intégration à l’équipe 7, et ses relations tendues du début avec Naruto. Une nuit, lors de leur voyage pour chercher Sasuke chez Orochimaru, Naruto l’avait provoqué en combat avant de lui expliquer qu’ils devaient travailler comme coéquipiers, pour avoir une chance de retrouver le jeune renégat. Il se souvient alors de ce lien fort entre Naruto et Sasuke qui a fait basculer sa propre vie, lui faisant établir des liens avec les autres. Arrivé à l’écart du village, il dessine sur les futurs panneaux d’une maison en passe d’être reconstruite l’équipe 7 avec Sakura, Sasuke, Naruto et lui se tenant la main. |                                                      |                                 |                                                                                               |                       |
| 239 | Inoshikachô                                          | 伝説の猪鹿蝶                    | Densetsu no InoShikaChō (Le légendaire trio Ino-Shika-Chô)                                    | 8 décembre 2011       |
| Ino discute avec Shikamaru et Chôji de la dispute qu'elle a eu avec son père, lorsqu'ils entendent des enfants se disputer, prêts à se battre. Après les avoir arrêtés, ils sont surpris par Kôsuke, le plus vieux genin de Konoha, et se souviennent alors du jour où ils l'ont sauvé lors d’une mission ; Kôsuke avait alors dit que c’était la seconde fois qu’il était sauvé par le trio Ino-Shika-Chô ; il leur explique pourquoi. Lors de l’examen chūnin et de l’attaque de Konoha orchestrée par Orochimaru, il raconte le combat du trio formé par leurs pères respectifs, défendant le village : alors que Kôsuke se jetait seul face à une trentaine d’adversaires de Suna, ils se sont interposés et les ont tous défaits. Lorsque Kôsuke les quitte, ils ironisent sur leur ancien niveau et sont décidés à surpasser leurs pères. |                                                      |                                 |                                                                                               |                       |
| 240 | La Décision de Kiba                                  | キバの決意                      | Kiba no ketsui (La détermination de Kiba)                                                     | 15 décembre 2011      |
| Kiba rêve de son enfance, losqu’avec Shikamaru, Chôji et deux autres élèves de leur classe, ils pariaient des bonbons à la course et qu’il gagnait toujours. Pour une des courses, Naruto les rejoint et arrive bon dernier ; Kiba lui dit qu’il pourra le défier à nouveau, quand il aura battu son record. Lorsque Kiba se réveille, sa mère lui rappelle qu'il doit se préparer à la guerre et lui fait comprendre qu'il ne progresse pas, comparé à Naruto ; il décide donc de s'entraîner avec Akamaru. Kakashi le surprend lors de son entraînement, et Kiba le supplie de l’entraîner ; Kakashi laisse l'escouade des « crocs traqueurs » se charger de son entraînement. Kiba tente à plusieurs reprises de dérober un parchemin à Pakkun, sans succès, car il fonce tête baissé et tombe systématiquement dans les pièges de la meute de Kakashi. Kiba renonce et s’en va. Akamaru l’entraîne à l’arbre où étaient gravés ses records à la course et il remarque que Naruto y a marqué son nom ; il voit alors Hinata qui s’entraîne non loin ; elle lui explique qu’à force de persévérance et d’entraînement, Naruto a fini par réussir à battre son record. Kiba change alors d’état d’esprit et décide de retourner affronter Pakkun et sa meute, et de ne plus jamais abandonner. Il décide de devenir un imbécile, prenant Naruto comme modèle, parvient finalement à lui dérober le parchemin, et établit un nouveau record de course pour montrer qu’il ne se laissera plus distancer par Naruto. |                                                      |                                 |                                                                                               |                       |
| 241 | Kakashi, mon éternel rival!                          | カカシ、我が永遠のライバルよ    | Kakashi, waga eien no raibaru yo (Kakashi, mon éternel rival)                                 | 22 décembre 2011      |
| À Konoha, Tsunade donne une mission à Kakashi, lorsqu’ils reçoivent une tortue « SOS » de Gaï. Pendant ce temps, Yamato, Aoba et Gaï parlent de leur arrivée imminente, et Yamato les met en garde contre des ennemis potentiels pouvant ressembler à des amis proches, car il a entendu parler d’une technique de transformation capable de copier et transformer le chakra. Lorsque Naruto sort de sa cabine, Yamato et Aoba partent dormir pendant que Gaï reste au poste de garde. Comme Naruto reste avec lui, il lui raconte la naissance de sa rivalité avec Kakashi, et combien il dut insister pour obtenir les premiers défis qu’il a tous perdus, y compris en combat de taijutsu. Naruto retourne se coucher, et Gaï finit par s’endormir. Il se fait réveiller par Kakashi, emmené par Saï après le SOS, et pense qu’il s'agit d’une transformation. Il lui demande le score de leurs duels pour vérifier, et pensant qu’il se trompe, commence à l’affronter. Yamato et Aoba se précipitent vers le lieu du combat, et ce mettent du côté de Kakashi, qui lui explique qu’il a oublié un duel dans son comptage, et prouve en racontant un secret à Yamato et Aoba qu’il n'est pas une copie. Gaï explique que le SOS était une erreur, et Kakashi repart avec Saï avant le réveil de Naruto. |                                                      |                                 |                                                                                               |                       |
| 242 | Le serment de Naruto                                 | ナルトの誓い                    | Naruto no chikai (Le serment de Naruto)                                                       | 29 décembre 2011      |
| Alors qu’ils font leur dernier ravitaillement sur une petite île, Naruto voit deux messagers d’Iwa, Akatsuchi et Kurotsuchi se faire attaquer par un commando de ninjas de Kiri, dirigé par un ninja nommé Ganryu. Au moment où celui-ci s’apprête à achever Akatsuchi qu’il a blessé, Naruto intervient et s’oppose au combat ; Chôjûrô intervient et demande à Ganryu de cesser son attaque par ordre du Mizukage ; celui-ci prend la fuite avec ses compagnons. En donnant les premiers soins à Akatsuchi, ils apprennent que Ganryu est le seul survivant d’une embuscade tendue par les ninjas du Pays de la Terre à une équipe de ninjas du Pays de l’Eau pour voler des documents secrets, sous prétexte d’établir un pacte de paix. Ne pouvant se résoudre à pardonner à ses anciens adversaires, Ganryu s’oppose au traité de paix entre les grandes nations ninja, suivi par plusieurs ninjas ayant également des griefs contre le Pays de la Terre. Entendant ça, Kurotsuchi décide de partir à la rencontre de Ganryu pour le tuer avant qu’il ne la trouve, poursuivie par Naruto qui tente de l’arrêter. Retenant un moment Kurotsuchi, Naruto arrive devant Ganryu et lui explique comment il s’est lui-même débarrassé de sa haine et lui demande de lui faire confiance pour établir une paix durable. Alors que Ganryu se rend à ses arguments, Kurotsuchi l’attaque, mais Naruto s’interpose et est blessé. Chôjûrô arrive et montre à Ganryu ce que les messagers apportaient : les effets personnels précieux de ses compagnons tués et des excuses officielles du Tsuchikage. Pour que Ganryu ne subisse pas les conséquences de son attaque, Akatsuchi décide de dire qu’il s’est blessé en trébuchant ; c’est également l’excuse que Naruto donne à ses compagnons quand il les rejoint pour expliquer sa propre blessure. Note : Cet épisode clôt l'arc filler de l'excursion vers Kumo. |                                                      |                                 |                                                                                               |                       |
| 243 | Débarquement ! Île paradisiaque ?                    | 上陸！楽園の島？                | Jōriku! Rakuen no shima? (Débarquement ! Île paradisiaque ?)                                  | 5 janvier 2012        |
| [Chapitres 491 à 493] — Les ninjas de Konoha s'apprêtent à accoster sur l’île, à l’apparence inhospitalière et habitée d’animaux géants, lorsqu’ils sont attaqués par un gigantesque calmar. Secourus par Killer Bee, ils sont accueillis par le gardien de l’île, Motoï, qui leur apprend que c’est l’île où Bee s’est entraîné pour contrôler son démon. Naruto rend visite à ce dernier pour lui demander de l’aider afin de maîtriser Kyûbi, mais leur première rencontre ne se passe pas très bien, car Naruto se moque de son apparence, et Killer Bee lui claque la porte au nez ; il va donc chercher conseil auprès de Motoï, qui le conduit aux « Chutes de la Vérité ». Face à la cascade, Naruto rencontre son côté négatif qui cherche à lui faire éprouver des sentiments haineux, lui rappelant sa triste enfance et le revirement opportuniste des villageois quand il a sauvé Konoha. Il commence à l’affronter, mais se rend vite compte qu’ils sont de force égale ; Motoï lui annonce cependant qu’il doit le vaincre s’il veut avoir une chance de contrôler son démon. Note : Cet épisode débute l'arc de la maîtrise de Kyûbi. |                                                      |                                 |                                                                                               |                       |
| 244 | Killer Bee et Motoï                                  | キラービーとモトイ              | Kirābī to Motoi (Killer Bee et Motoï)                                                         | 12 janvier 2012       |
| [Chapitres 493-494] — Motoï explique à Naruto pourquoi il ne peut pas demander à Killer Bee de superviser son entraînement. Plus jeune, son père a été tué pour défendre le village du démon Hachibi, et la haine que Motoï éprouvait contre le démon s’est répercutée sur son jinchūriki. Ainsi, Motoï a tenté de tuer Killer Bee dans sa jeunesse, malgré son lien d’amitié avec lui. Après avoir entendu cette histoire, Naruto s’isole près de la mer. Motoï et Yamato partent à sa recherche, mais se font attaquer par le calmar, qui capture Motoï. Lorsqu’il les entend, Naruto se précipite pour les aider, mais c’est Killer Bee qui le bat une nouvelle fois et qui sauve Motoï. Celui-ci est surpris que Bee l’ait sauvé, mais Bee préfère se rappeler les bons moments et dit ne même plus se souvenir de la tentative d’assassinat. |                                                      |                                 |                                                                                               |                       |
| 245 | Nouvelle étape ! Naruto contre Kyûbi!                | さらなる試練！ナルト VS九尾！！ | Saranaru shiren! Naruto tai Kyūbi!! (Le test crucial ! Naruto contre Kyûbi !)                 | 19 janvier 2012       |
| [Chapitres 495 à 497] — Killer Bee accepte d’aider Naruto à maîtriser Kyûbi, mais avant cela, le jeune ninja doit vaincre son double maléfique. Utiliser la force étant inutile, il parvient à le faire disparaître en le remerciant de l’avoir rendu plus fort et en abandonnant sa rancœur contre les villageois. Bee l’accompagne alors, avec Yamato, derrière la cascade où se trouve un gigantesque temple dédié à la maîtrise des bijū. Après avoir récupéré la clé de son sceau, Naruto se renferme en lui-même tout en restant en contact avec Bee et Hachibi, pour libérer et combattre le démon renard. |                                                      |                                 |                                                                                               |                       |
| 246 | L'Éclat orangé                                       | オレンジ色の輝き                | Orenji-iro no kagayaki (L'éclat orange)                                                       | 26 janvier 2012       |
| [Chapitres 497-498] — Alors qu’il est en grand danger de se laisser submerger par la haine de Kyûbi, Naruto voit apparaître sa mère, Kushina ; elle interrompt le processus, et immobilise le démon renard avec son chakra particulier, lui révélant qu’en scellant Kyûbi en lui, son père, Minato, a introduit un peu de ce dernier dans le sceau pour aider leur fils à prendre le contrôle de Kyûbi au moment venu. Naruto en profite pour lui demander de quelle manière elle est tombée amoureuse de son père. Kushina lui raconte son arrivée à Konoha, sa première rencontre avec Minato, et combien les autres enfants de l’académie lui faisaient des misères à cause de ses cheveux, et de son origine étrangère. Elle lui explique que Minato a été le premier à la complimenter sur ses cheveux, lorsqu’il l'a sauvée d'un enlèvement orchestré par Kumo, faisant de lui l’homme de ses rêves. |                                                      |                                 |                                                                                               |                       |
| 247 | Kyûbi convoité                                       | 狙われた九尾                    | Nerawareta Kyuubi (Kyûbi est pris pour cible)                                                 | 2 février 2012        |
| [Chapitres 499-500] — Grâce à l’aide et l’amour de sa mère, Naruto reprend courage, réussit à vaincre la haine de Kyûbi, et sépare le chakra de la volonté du démon afin de se l’approprier. Il est alors marqué du motif du collier du Sage des six chemins, formé de six magatama apparaît à son cou, et le sceau du sage qu’il utilise pour sceller le chakra de Kyûbi apparaît sur son torse. Kushina félicite son fils et commence à lui raconter ce qui s’est passé le jour de sa naissance et de l’attaque de Kyûbi sur le village, seize ans auparavant… À la suite de l’épouse du 1er Hokage, Mito Uzumaki, Kushina avait été amenée d’Uzushio à Konoha pour devenir le prochain réceptacle de Kyûbi. Malgré le choc, elle est parvenue à avoir une vie heureuse en tant que jinchūriki, grâce aux paroles de réconfort de Mito, et est devenue l’épouse du 4e Hokage, Minato Namikaze. Quand les hautes instances du village apprennent qu’elle est enceinte, ils préparent son accouchement en comité restreint à l’écart du village, car la grossesse avait affaibli le sceau de Kyûbi qui risquait de rompre. Au moment où le bébé naît et où Minato doit se concentrer pour conserver le sceau fermé, un étrange homme masqué tue les ANBU à l’extérieur, et s’approche… |                                                      |                                 |                                                                                               |                       |
| 248 | Le dernier combat du quatrième du nom                | 四代目の死闘！！                | Yondaime no shitō!! (Le combat à mort du 4e !)                                                | 9 février 2012        |
| [Chapitres 500 à 503] — La narration du récit des événements s’étant produits le jour de la naissance de Naruto se poursuit. L’homme masqué enlève le nourrisson qui vient de naître et force Minato à s’éloigner avec lui, puis emmène Kushina au loin pour extraire et assujettir Kyûbi. Minato met Naruto à l’abri et revient pour sauver la jeune femme au moment où le démon va la tuer, l’emmenant près du bébé. Pendant ce temps, à Konoha, le 3e Hokage et quelques ninjas ressentent une perturbation ; soudainement, le démon renard surgit dans l’enceinte du village, invoqué par l’homme au masque, semant la panique. Alors qu’il commence à dévaster le village, les ANBU évacuent la population et les jeunes ninjas, pendant que les parents de ces derniers affrontent Kyûbi. Minato arrive et déplace une attaque de chakra du démon avec une technique d’espace-temps, mais il est attaqué par l’homme au masque, manquant de se faire aspirer par lui ; il doit s’éloigner du village pour l’affronter. Au cours du combat, il analyse que son adversaire se rend immatériel pour parer ses coups, mais doit se matérialiser pour porter une attaque ; il le piège donc en lui envoyant un kunaï à travers la tête, puis en faisant un saut d’espace-temps sur le kunaï au moment où l’homme s’apprête à le saisir, le terrassant d’un « Orbe tourbillonnant » et lui apposant un sceau. Il surgit ensuite devant lui et lui appose un autre sceau lui enlevant le contrôle de Kyûbi. |                                                      |                                 |                                                                                               |                       |
| 249 | Merci                                                | 「ありがとう」                  | "Arigatō" (« Merci »)                                                                         | 9 février 2012        |
| [Chapitres 503-504] — La narration du récit des événements s’étant produits le jour de la naissance de Naruto se poursuit. À Konoha, les dégâts sont considérables : Kyûbi détruit et tue, notamment les parents d’Iruka. Le 3e Hokage invoque Enma et repousse avec lui le démon hors du village. Pendant ce temps, l’homme au masque s’éclipse, non sans dire à Minato qu’il reviendra prendre Kyûbi et diriger le monde un jour. Le jeune homme retourne à Konoha et invoque Gamabunta pour coincer le démon renard au sol, le temps de se déplacer avec lui au loin. Il ramène Kushina et Naruto avec lui et la jeune femme immobilise Kyûbi avec son chakra ; alors qu’elle souhaite ramener le démon en elle et mourir en le restreignant, Minato décide de sceller en lui la moitié de Kyûbi avec le sceau de l’« Emprisonnement des morts », puis de sceller l’autre moitié dans le bébé avec ce qui leur reste de chakra pour le rencontrer et l’aider plus tard, car il pense que Naruto est l’enfant de la prophétie faite à Jiraya. Réticente, Kushina se laisse convaincre quand le démon tente de tuer le nourrisson et qu’ils doivent s’interposer, se faisant tous deux transpercer par sa griffe. Elle parle un court moment à Naruto, lui donnant des conseils pour sa vie à venir, puis Minato applique le sceau. Retour au présent, Kushina s’excuse auprès de Naruto à cause de la vie difficile qu’il a eue et leur absence à ses côtés ; Naruto lui répond qu’il en a effectivement bavé, mais qu’il ne leur en a jamais voulu, et est heureux, car il sait maintenant qu’ils ont donné leurs vies pour lui, et qu’il est plus rempli de leur amour que par la haine de Kyûbi ; Kushina disparaît alors en lui disant merci de les avoir acceptés et d’être né pour eux. |                                                      |                                 |                                                                                               |                       |
| 250 | Le Monstre contre la Bête ! Une bataille au paradis! | 珍獣VS怪人！楽園の戦い！        | Chinjū tai Kaijin! Rakuen no tatakai! (Le Monstre contre la Bête ! Une bataille au paradis !) | 16 février 2012       |
| [Chapitres 505 à 507] — Naruto dit adieu à sa mère et sort de sa méditation. Il fait comprendre à Killer Bee ce qui s’est passé, et explique à Yamato qu’il a réussi à séparer le chakra de Kyûbi, tout en lui faisant une démonstration. Sous l’influence du chakra du démon, il ressent dans l’épée Samehada que porte Bee la présence de Kisame. Ce dernier fait son apparition, explique qu’ils ont tué un clone fait par Zetsu et s’enfuit, malgré un coup très rapide que Naruto parvient à lui porter, se coinçant la cheville dans le mur. À la cascade de la vérité, Gaï est mis au défi de rencontrer son double ; au moment où ce dernier s’apprête à sortir de la cascade après s’être moqué de sa volonté de rester jeune, Kisame surgit et prend un coup d’épaule de Gaï. Killer Bee arrive et se laisse inconsciemment aspirer son chakra par Samehada, tandis que Kisame en profite pour reprendre des forces. Invoquant un requin d’eau, il s’enfuit à nouveau, suivi de près par Gaï qui a ouvert la 6e porte céleste et est projeté par Killer Bee. Arrivé aux abords de l’île, le membre d’Akatsuki donne un parchemin rempli de renseignements à un requin, au moment où Gaï arrive. Le combat s’engage, Kisame invoquant une myriade de requins, que Gaï détruit avec sa technique du « Paon matinal ». Plongeant dans l’eau pour détruire le reste des requins, Gaï ouvre la 7e porte, et lance sa technique du « Tigre du midi », tandis que Kisame lance sa plus puissante technique, le « Grand requin élémentaire aqueux », censé absorber le chakra de la technique adverse pour se renforcer. Mais le requin géant n’absorbe pas la technique de Gaï que Kisame prend de plein fouet ; tous les requins, dont celui portant le parchemin sont détruits par l’onde de choc. |                                                      |                                 |                                                                                               |                       |
| 251 | Un homme appelé Kisame                               | 鬼鮫という男                    | Kisame to iu otoko (L’homme du nom de Kisame)                                                 | 23 février 2012       |
| [Chapitres 507-508] — Naruto, Killer Bee, Yamato, Aoba et Motoï subissent l’onde de choc de la technique de Gaï. Ce dernier a terrassé Kisame et lui explique que sa technique est du taijutsu pur, avant de l’assommer. De retour sur l’île, Yamato coince Kisame dans un carcan et Aoba explore ses souvenirs pour tenter d’obtenir des informations sur Akatsuki. Il voit comment le ninja de Kiri a dû tuer des camarades par ordre de son supérieur Fuguki Suikazan, afin de ne pas laisser des renseignements tomber aux mains de l’ennemi, puis comment Kisame a assassiné Fuguki sur ordre du 4e Mizukage Yagura, récupérant ainsi son épée Samehada. Alors que Aoba s’apprête à voir le visage de Madara Uchiwa quand ce dernier se révèle à Kisame, manipulant Yagura, pour lui proposer de travailler pour lui, Kisame se mord la langue pour reprendre conscience, se libère du carcan, s’entoure d’une bulle d’eau et y invoque des requins qui le dévorent pour empêcher de livrer de nouvelles informations. Avant de mourir, Kisame repense alors aux paroles d’Itachi, son camarade au sein d’Akatsuki, à propos de ceux qui ont dû tuer leurs camarades, ne sachant plus quelle est leur identité. Il comprend que malgré toutes les atrocités qu'il a commises et qui ont fait de lui un monstre, il garde une partie d'humanité de par l'honneur qu'il conserve en choisissant de ne pas trahir l'Akatsuki. Puis, en voulant voir le contenu du parchemin que Kisame s’apprêtait à transmettre, Gaï déclenche un piège qui bloque tous les ninjas présents dans des bulles d’eau avec des requins, pendant qu’un autre requin s’enfuit avec les informations. |                                                      |                                 |                                                                                               |                       |
| 252 | L'Ange de la mort                                    | 死へいざなう天使                | Shi e izanau tenshi (L’angélique messager de la mort)                                         | 1er mars 2012         |
| [Chapitres 508-509] — Madara se rend au village d’Ame pour demander à Konan où elle a caché le corps de Nagato ; il lui explique qu’il est celui qui lui a donné le Rinnegan et qu’il voudrait le récupérer. Konan lui explique pourquoi ils ont trahi Akatsuki pour faire confiance à Naruto et engage le combat. Au moment où Madara tente de l’aspirer, elle essaie de se faire exploser avec lui, mais ce dernier parvient à déjouer l’attaque au prix d’importantes blessures pour eux deux. Durant le combat, Konan revoit en flash-back sa jeunesse et ses combats à côté de ses amis Nagato et Yahiko, qu’elle considérait comme un « pont vers la paix » dont elle voulait être le pilier. Ses amis ayant légué leurs rêves à Naruto, elle compte tout donner pour détruire Madara, qu’elle voit comme l’« obscurité empêchant les fleurs de s’épanouir » ; elle déclenche une technique ultime, et la mer autour d’eux se change en un océan de feuilles de papiers… |                                                      |                                 |                                                                                               |                       |
| 253 | Un pont vers la paix                                 | 平和への懸け橋                  | Heiwa e no kakehashi (Le pont vers la paix)                                                   | 8 mars 2012           |
| [Chapitres 510-511] — Konan explique à Madara qu’elle a étudié sa capacité et pense pouvoir le tuer avec 600 milliards de notes explosant durant dix minutes. Cependant, alors qu’elle est à court de chakra, elle est poignardée par derrière par Madara qui lui explique qu’il a survécu en utilisant « Izanagi ». Konan tente une dernière fois de le tuer mais est terrassée par le genjutsu de Madara qui découvre où est caché le corps de Nagato et le récupère. Konan mourante envoie une feuille rougie de son sang rejoindre l’esprit de ses amis dans la cabane où ils vivaient avec Jiraya. Elle se souvient de leur entraînement, du départ de leur sensei et de leur vie de résistants durant laquelle elle s’était rapprochée de Yahiko. De retour à son quartier général, Madara reçoit les informations envoyées par Kisame et décide de passer à l’offensive pour capturer Kyûbi… |                                                      |                                 |                                                                                               |                       |
| 254 | Mission top secrète de rang S                        | ドS級極秘任務                   | Do S kyū gokuhi ninmu (La mission top secrète de rang S)                                      | 15 mars 2012          |
| [Chapitres 512-513] — Alors que Gaï subit le contre-coup de sa technique, Motoï décide de faire déplacer l’île, expliquant aux ninjas de Konoha que c’est une tortue géante. Aoba explique à Naruto la mission de rang S qui lui est assignée : rassembler une unité d’animaux de combat. Malgré le côté peu crédible de la mission, Naruto la prend rapidement à cœur et se met au travail. Pendant ce temps, Kabuto propose à Madara d’aller chercher Naruto en suivant les instructions de Kisame ; il s’intéresse également à Yamato qui possède le génome du 1er Hokage, et pense pouvoir l’utiliser pour renforcer les forces de Madara. Ce dernier, étonné que Kabuto en sache autant lui montre alors certains de ses secrets : la statue du Démon des enfers, une copie du 1er Hokage faite à partir de cellules récupérées lors de son combat contre lui, et 100 000 Zetsu blancs créés avec le chakra des démons à queues. Les cinq Kage et Mifune décident d’envoyer du renfort pour protéger Bee et Naruto ; le 3e Tsuchikage souhaite y aller avec ses acolytes en volant. Arrivés sur les lieux, ils rencontrent Kabuto et son invocation, Deidara, sur un oiseau d’argile ; le combat aérien s’engage… |                                                      |                                 |                                                                                               |                       |
| 255 | Le retour de l’artiste                               | 芸術家再び                      | Geijutsuka futatabi (Le retour de l’artiste)                                                  | 22 mars 2012          |
| [Chapitres 513-514] — Pendant que Kabuto accompagné de son invocation Deidara et le 3e Tsuchikage accompagné de ses acolytes se font face, Manda recréé par Kabuto attaque la tortue-île que Deidara retourne avec une explosion. Pendant que le Tsuchikage tente d’éloigner Deidara pour pouvoir l’attaquer avec son Jinton sans détruire la tortue, Kabuto descend sur le ventre de la carapace pour chercher Naruto et Killer Bee. Yamato, Aoba et Motoï viennent à sa rencontre, tandis que Kurotsuchi l’attaque avec une technique Yōton et parvient à l’immobiliser dans une sorte de ciment à prise rapide. Alors que Aoba s’apprête à lui soutirer des informations, Kabuto « mue » et s’enfuit sous forme de serpent en avalant Yamato, puis part se cacher dans la narine de Manda qui disparaît ; l’invocation de Deidara est également annulée avant que le Tsuchikage ne puisse lui porter une attaque. Kabuto amène Yamato à Madara en lui affirmant qu’il peut l’utiliser pour rendre les Zetsu plus forts ou lui soutirer des informations sur Naruto et l’alliance ninja. Note : Cet épisode clôt l'arc de la maîtrise de Kyûbi. |                                                      |                                 |                                                                                               |                       |
| 256 | Rassemblement ! L'armée de l'Alliance des shinobis   | 集結！忍連合軍！                | Shūketsu! Shinobi rengōgun! (Réunion ! L’alliance ninja !)                                    | 29 mars 2012          |
| [Chapitre 515] — Le Tsuchikage transporte l’île tortue par voie des airs jusqu’à Kumo, pendant qu’une unité de renseignement de Konoha découvre le repaire d’Akatsuki et les forces dont elle dispose. À l’intérieur de la tortue, Killer Bee entreprend d’apprendre à Naruto à maîtriser le chakra de Kyûbi. Kabuto et Madara s’apprêtent à extorquer des informations à Yamato avant de l’utiliser pour renforcer leur armée de Zetsu. À Kumo, au quartier général, les kage continuent d’organiser la guerre ; les nouveaux bandeaux des forces alliées shinobi avec le symbole « ninja » sont distribués et les combattants affectés à une unité d’une des cinq compagnies : celle du combat à mi-distance dirigée par Darui, celle du combat rapproché dirigée par Kitsuchi, celle du combat à distance intermédiaire dirigée par Kakashi, celle des combattants spéciaux dirigée par Mifune, et celle du combat à distance dirigée par Gaara, également commandant en chef des armées. Au quartier général d’Akatsuki, Kabuto utilise la « Réincarnation des âmes » pour invoquer un grand nombre de ninjas d’élite morts par le passé, dont les anciens membres d’Akatsuki, les anciens jinchūriki, les Kage de la génération précédente et des ninjas possédant une nature avancée. Note : Cet épisode débute l’arc des premiers combats de la 4e grande guerre ninja (1re partie). |                                                      |                                 |                                                                                               |                       |